# Sfera Ebbasta

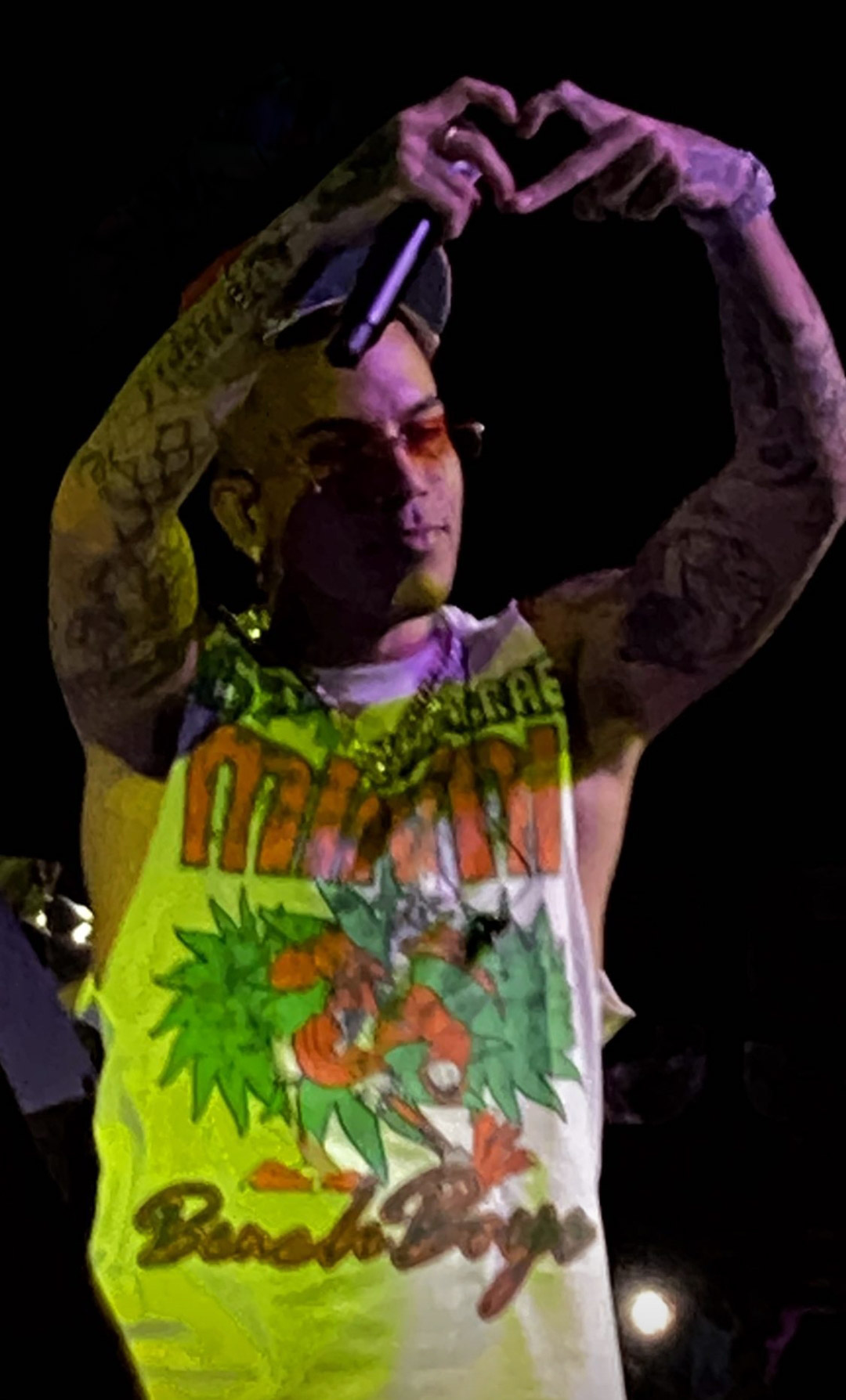
Sfera Ebbasta (2022)

Sfera Ebbasta (* 7. Dezember 1992 in Sesto San Giovanni, Metropolitanstadt Mailand, als Gionata Boschetti) ist ein italienischer Rapper. Er gilt in seiner Heimat als „König des Trap“.

## Werdegang
Boschetti brach die Oberschule in der ersten Klasse ab und ging verschiedenen Gelegenheitsjobs nach, während er sich auf seine Leidenschaft für den Rap konzentrierte. Für seine Karriere legte er sich das Pseudonym Sfera Ebbasta zu. Nach dem Erfolg seines ersten Albums XDVR, das der Rapper zum Gratisdownload anbot, traf er 2015 auf den Produzenten Charlie Charles, mit dem er zu Marracashs Label Roccia Music stieß. Stilistisch orientiert er sich am Trap. Es entstand das selbstbetitelte Album Sfera Ebbasta, das 2016 die Spitze der italienischen Albumcharts erreichen konnte.
2017 konnte Sfera Ebbasta vier Top-10-Hits landen, davon zwei Nummer-eins-Hits. Im Jahr darauf veröffentlichte er schließlich das nächste Album Rockstar, das wieder die Chartspitze erreichte; gleichzeitig belegten sämtliche Lieder des Albums die Top 12 der Singlecharts (nur Ed Sheerans Perfect konnte sich auf Platz vier halten). Die internationale Edition des Albums enthielt u. a. Kollaborationen mit Miami Yacine, Tinie Tempah und Rich the Kid. Ende 2018 erschien die Popstar Edition des Albums, die sieben neue Lieder enthielt, darunter Pablo, eine Zusammenarbeit mit dem jamaikanischen Produzenten Rvssian, die ebenfalls die Chartspitze erreichte und auch in einer Remix-Version mit u. a. Rich the Kid und Lil Baby erschien. Das Album führte schließlich die italienischen Jahrescharts 2018 an.
Am Abend des 7. Dezembers 2018 brach in einer Diskothek nahe Ancona, im Vorfeld eines Auftritts des Rappers, unter den rund 1000 Besuchern eine Massenpanik aus, wobei sechs Menschen zu Tode kamen.

## Diskografie

### Studioalben
| Jahr | Titel Musiklabel                              | Höchstplatzierung, Gesamtwochen, AuszeichnungChartplatzierungen (Jahr, Titel, Musiklabel, Platzierungen, Wochen, Auszeichnungen, Anmerkungen) | Höchstplatzierung, Gesamtwochen, AuszeichnungChartplatzierungen (Jahr, Titel, Musiklabel, Platzierungen, Wochen, Auszeichnungen, Anmerkungen) | Anmerkungen                                                         |
| Jahr | Titel Musiklabel                              | IT | CH | Anmerkungen                                                         |
| ---- | --------------------------------------------- | --- | --- | ------------------------------------------------------------------- |
| 2016 | Sfera Ebbasta Universal Music Italia (UMG)    | IT1 ×5Fünffachplatin · (… Wo.)IT | CH35 (1 Wo.)CH | Erstveröffentlichung: 9. September 2016 Verkäufe: + 250.000         |
| 2016 | XDVR Reloaded Del Bar Edizioni Musicali (UMG) | IT10 ×2Doppelplatin · (81 Wo.)IT | — | Erstveröffentlichung: 23. November 2016 Verkäufe: + 100.000         |
| 2018 | Rockstar Island Records (UMG)                 | IT1 ×8Achtfachplatin · (… Wo.)IT | CH2 (10 Wo.)CH | Erstveröffentlichung: 19. Januar 2018 Verkäufe: + 400.000           |
| 2020 | Famoso Island Records (UMG)                   | IT1 ×6Sechsfachplatin · (214 Wo.)IT | CH10 (9 Wo.)CH | Erstveröffentlichung: 20. November 2020 Verkäufe: + 300.000         |
| 2023 | X2VR Island Records (UMG)                     | IT1 ×5Fünffachplatin · (… Wo.)IT | CH1 (14 Wo.)CH | Erstveröffentlichung: 17. November 2023 Verkäufe: + 250.000         |
| 2025 | Santana Money Gang Island Records (UMG)       | IT1 ×2Doppelplatin · (… Wo.)IT | CH3 (8 Wo.)CH | Erstveröffentlichung: 11. April 2025 Verkäufe: + 100.000; mit Shiva |

### EPs
| Jahr | Titel Musiklabel              | Höchstplatzierung, Gesamtwochen, AuszeichnungChartplatzierungen (Jahr, Titel, Musiklabel, Platzierungen, Wochen, Auszeichnungen, Anmerkungen) | Höchstplatzierung, Gesamtwochen, AuszeichnungChartplatzierungen (Jahr, Titel, Musiklabel, Platzierungen, Wochen, Auszeichnungen, Anmerkungen) | Anmerkungen                                   |
| Jahr | Titel Musiklabel              | IT | CH | Anmerkungen                                   |
| ---- | ----------------------------- | --- | --- | --------------------------------------------- |
| 2022 | Italiano Island Records (UMG) | — | CH29 (3 Wo.)CH | Erstveröffentlichung: 5. Mai 2022 mit Rvssian |

### Singles
| Jahr | Titel Album                                   | Höchstplatzierung, Gesamtwochen, AuszeichnungChartplatzierungen (Jahr, Titel, Album, Platzierungen, Wochen, Auszeichnungen, Anmerkungen) | Höchstplatzierung, Gesamtwochen, AuszeichnungChartplatzierungen (Jahr, Titel, Album, Platzierungen, Wochen, Auszeichnungen, Anmerkungen) | Höchstplatzierung, Gesamtwochen, AuszeichnungChartplatzierungen (Jahr, Titel, Album, Platzierungen, Wochen, Auszeichnungen, Anmerkungen) | Höchstplatzierung, Gesamtwochen, AuszeichnungChartplatzierungen (Jahr, Titel, Album, Platzierungen, Wochen, Auszeichnungen, Anmerkungen) | Anmerkungen                                                                                        |
| Jahr | Titel Album                                   | IT | DE | AT | CH | Anmerkungen                                                                                        |
| --- | --------------------------------------------- | --- | --- | --- | --- | -------------------------------------------------------------------------------------------------- |
| 2016 | BRNBQ Sfera Ebbasta                           | IT56 ×2Doppelplatin · (8 Wo.)IT | — | — | — | Erstveröffentlichung: 11. März 2016 Verkäufe: + 100.000                                            |
| 2016 | Figli di papà Sfera Ebbasta                   | IT27 ×3Dreifachplatin · (24 Wo.)IT | — | — | — | Erstveröffentlichung: 1. September 2016 Verkäufe: + 150.000                                        |
| 2017 | Dexter –                                      | IT4 Platin · (10 Wo.)IT | — | — | — | Erstveröffentlichung: 10. März 2017 Verkäufe: + 50.000                                             |
| 2017 | Tran Tran Rockstar                            | IT1 ×5Fünffachplatin · (52 Wo.)IT | — | — | — | Erstveröffentlichung: 9. Juni 2017 Verkäufe: + 250.000                                             |
| 2018 | Rockstar                                      | IT2 ×3Dreifachplatin · (35 Wo.)IT | — | — | CH76 (1 Wo.)CH | Erstveröffentlichung: 19. Januar 2018 Verkäufe: + 150.000                                          |
| 2018 | Cupido Rockstar                               | IT1 ×4Vierfachplatin · (51 Wo.)IT | — | — | CH48 (2 Wo.)CH | Erstveröffentlichung: 6. April 2018 Verkäufe: + 200.000; feat. Quavo                               |
| 2018 | Peace & Love –                                | IT1 ×3Dreifachplatin · (27 Wo.)IT | — | — | CH31 (1 Wo.)CH | Erstveröffentlichung: 4. Mai 2018 Verkäufe: + 150.000; mit Charlie Charles & Ghali                 |
| 2018 | Ricchi x sempre Rockstar                      | IT4 ×3Dreifachplatin · (36 Wo.)IT | — | — | — | Erstveröffentlichung: 13. Juli 2018 Verkäufe: + 300.000                                            |
| 2018 | Pablo Rockstar (Popstar Edition)              | IT1 ×2Doppelplatin · (12 Wo.)IT | — | — | CH48 (1 Wo.)CH | Erstveröffentlichung: 20. Juli 2018 Verkäufe: + 100.000; mit Rvssian                               |
| 2018 | Pablo (Remix) –                               | IT5 (15 Wo.)IT | — | — | — | Erstveröffentlichung: 12. Oktober 2018 mit Rvssian, Rich the Kid, Moneybagg Yo & Lil Baby          |
| 2018 | Happy Birthday Rockstar (Popstar Edition)     | IT1 ×2Doppelplatin · (23 Wo.)IT | — | — | CH54 (1 Wo.)CH | Erstveröffentlichung: 30. November 2018 Verkäufe: + 100.000                                        |
| 2019 | Mademoiselle –                                | IT2 ×2Doppelplatin · (26 Wo.)IT | — | — | — | Erstveröffentlichung: 12. März 2019 Verkäufe: + 100.000                                            |
| 2019 | Soldi in nero –                               | IT2 ×2Doppelplatin · (20 Wo.)IT | — | — | — | Erstveröffentlichung: 28. November 2019 Verkäufe: + 200.000; mit Shiva                             |
| 2020 | Miami Jupiter                                 | IT83 (1 Wo.)IT | — | — | — | Erstveröffentlichung: 5. Juni 2020 mit Ronny J & Duki                                              |
| 2020 | M’ manc –                                     | IT1 ×6Sechsfachplatin · (46 Wo.)IT | — | — | — | Erstveröffentlichung: 11. Juni 2020 Verkäufe: + 600.000; mit Shablo & Geolier                      |
| 2020 | Bottiglie privè Famoso                        | IT1 ×3Dreifachplatin · (19 Wo.)IT | — | — | CH72 (1 Wo.)CH | Erstveröffentlichung: 28. Oktober 2020 Verkäufe: + 300.000                                         |
| 2020 | Baby Famoso                                   | IT1 ×3Dreifachplatin · (27 Wo.)IT | — | — | CH22 (2 Wo.)CH | Erstveröffentlichung: 20. November 2020 Verkäufe: + 210.000; mit J Balvin                          |
| 2021 | Je ne sais pas –                              | IT3 Gold · (6 Wo.)IT | — | — | — | Erstveröffentlichung: 26. Februar 2021 Verkäufe: + 35.000; mit Lous and the Yakuza & Shablo        |
| 2021 | Hollywood Famoso                              | IT3 ×2Doppelplatin · (11 Wo.)IT | — | — | — | Erstveröffentlichung: 2. April 2021 Verkäufe: + 200.000; feat. Diplo                               |
| 2021 | Mi fai impazzire –                            | IT1 ×9Neunfachplatin · (90 Wo.)IT | — | — | CH56 (10 Wo.)CH | Erstveröffentlichung: 18. Juni 2021 Verkäufe: + 900.000; mit Blanco                                |
| 2022 | Italiano Anthem Italiano                      | IT2 Platin · (7 Wo.)IT | — | — | CH74 (1 Wo.)CH | Erstveröffentlichung: 21. April 2022 Verkäufe: + 100.000; mit Rvssian                              |
| 2022 | Mamma Mia Italiano                            | IT2 ×3Dreifachplatin · (30 Wo.)IT | — | — | — | Erstveröffentlichung: 28. April 2022 Verkäufe: + 300.000; mit Rvssian                              |
| 2022 | Hace calor (Remix) –                          | IT5 ×3Dreifachplatin · (30 Wo.)IT | — | — | — | Erstveröffentlichung: 9. Juni 2022 Verkäufe: + 330.000; mit Kaleb di Masi & Rvfv feat. Omar Varela |
| 2022 | Orange –                                      | IT8 Gold · (5 Wo.)IT | DE11 (4 Wo.)DE | AT8 (3 Wo.)AT | CH7 (4 Wo.)CH | Erstveröffentlichung: 6. April 2023 Verkäufe: + 50.000; feat. Luciano                              |
| 2022 | Location Alpha                                | IT13 Gold · (6 Wo.)IT | — | — | CH67 (1 Wo.)CH | Erstveröffentlichung: 21. April 2023 Verkäufe: + 50.000; mit Noizy                                 |
| 2023 | Capitán –                                     | IT26 Gold · (4 Wo.)IT | — | — | — | Erstveröffentlichung: 26. Mai 2023 Verkäufe: + 50.000; mit Anitta & Rvfv                           |
| Folgende Lieder erschienen nicht als Single, wurden aber durch das Album zum Download und Streaming bereitgestellt und konnten somit eine Platzierung erlangen: |                                               | | | | | |
| |                                               | | | | | |
| 2016 | Visiera a becco Sfera Ebbasta                 | IT40 ×4Vierfachplatin · (24 Wo.)IT | — | — | — | Verkäufe: + 400.000                                                                                |
| 2016 | Balenciaga Sfera Ebbasta                      | IT51 Platin · (3 Wo.)IT | — | — | — | Verkäufe: + 50.000; feat. Sch                                                                      |
| 2016 | Notti Sfera Ebbasta                           | IT59 ×2Doppelplatin · (4 Wo.)IT | — | — | — | Verkäufe: + 100.000                                                                                |
| 2016 | Equilibrio Sfera Ebbasta                      | IT62 Platin · (3 Wo.)IT | — | — | — | Verkäufe: + 50.000                                                                                 |
| 2016 | Bang Bang Sfera Ebbasta                       | IT64 ×3Dreifachplatin · (3 Wo.)IT | — | — | — | Verkäufe: + 300.000                                                                                |
| 2016 | BHMG Sfera Ebbasta                            | IT67 Platin · (2 Wo.)IT | — | — | — | Verkäufe: + 50.000                                                                                 |
| 2016 | No no Sfera Ebbasta                           | IT73 Gold · (2 Wo.)IT | — | — | — | Verkäufe: + 25.000                                                                                 |
| 2016 | Quello che non va Sfera Ebbasta               | IT78 Gold · (2 Wo.)IT | — | — | — | Verkäufe: + 25.000                                                                                 |
| 2016 | Cartine Cartier Sfera Ebbasta                 | IT87 Gold · (1 Wo.)IT | — | — | — | Verkäufe: + 100.000; Sch feat. Sfera Ebbasta                                                       |
| 2018 | Sciroppo Rockstar                             | IT3 ×2Doppelplatin · (32 Wo.)IT | — | — | — | Verkäufe: + 100.000; feat. DrefGold                                                                |
| 2018 | Serpenti a sonagli Rockstar                   | IT5 ×2Doppelplatin · (22 Wo.)IT | — | — | — | Verkäufe: + 100.000                                                                                |
| 2018 | Uber Rockstar                                 | IT7 Platin · (13 Wo.)IT | — | — | CH50 (1 Wo.)CH | Verkäufe: + 50.000; international feat. Miami Yacine                                               |
| 2018 | XNX Rockstar                                  | IT8 Platin · (11 Wo.)IT | — | — | — | Verkäufe: + 50.000                                                                                 |
| 2018 | 20 collane Rockstar                           | IT9 Platin · (12 Wo.)IT | — | — | — | Verkäufe: + 50.000                                                                                 |
| 2018 | Bancomat Rockstar                             | IT10 Platin · (12 Wo.)IT | — | — | — | Verkäufe: + 50.000                                                                                 |
| 2018 | Leggenda Rockstar                             | IT11 Platin · (10 Wo.)IT | — | — | — | Verkäufe: + 100.000                                                                                |
| 2018 | Popstar Rockstar (Popstar Edition)            | IT6 Gold · (7 Wo.)IT | — | — | — | Verkäufe: + 25.000                                                                                 |
| 2018 | Uh ah hey Rockstar (Popstar Edition)          | IT8 (4 Wo.)IT | — | — | — | |
| 2019 | Supreme (L’Ego) Persona                       | IT1 ×3Dreifachplatin · (33 Wo.)IT | — | — | — | Verkäufe: + 210.000; mit Marracash & Tha Supreme                                                   |
| 2019 | Gigolò Re mida: Aurum                         | IT1 ×2Doppelplatin · (27 Wo.)IT | — | — | — | Verkäufe: + 140.000; mit Lazza feat. Capo Plaza                                                    |
| 2020 | McQueen Welcome 2 Miami                       | — | DE41 (2 Wo.)DE | AT61 (1 Wo.)AT | CH68 (1 Wo.)CH | Charteinstieg: 7. Februar 2020 mit Miami Yacine                                                    |
| 2020 | Immortale Mr. Fini                            | IT6 Platin · (10 Wo.)IT | — | — | — | Charteinstieg: 2. Juli 2020 Verkäufe: + 100.000; mit Guè Pequeno                                   |
| 2020 | Tik Tok Famoso                                | IT2 ×3Dreifachplatin · (20 Wo.)IT | — | — | CH73 (1 Wo.)CH | Verkäufe: + 300.000; mit Marracash & Guè Pequeno                                                   |
| 2020 | Uhlala Famoso                                 | IT3 Platin · (7 Wo.)IT | — | — | — | Verkäufe: + 100.000                                                                                |
| 2020 | Abracadabra Famoso                            | IT4 Platin · (8 Wo.)IT | — | — | CH67 (1 Wo.)CH | Verkäufe: + 70.000; feat. Future                                                                   |
| 2020 | Macarena Famoso                               | IT5 Gold · (8 Wo.)IT | — | — | — | Verkäufe: + 35.000; feat. Offset                                                                   |
| 2020 | Male Famoso                                   | IT6 Platin · (6 Wo.)IT | — | — | — | Verkäufe: + 70.000                                                                                 |
| 2020 | Triste Famoso                                 | IT7 Platin · (7 Wo.)IT | — | — | — | Verkäufe: + 100.000; feat. Feid                                                                    |
| 2020 | $ Freestyle Famoso                            | IT8 Platin · (9 Wo.)IT | — | — | — | Verkäufe: + 70.000                                                                                 |
| 2020 | Giovani re Famoso                             | IT9 Platin · (6 Wo.)IT | — | — | — | Verkäufe: + 100.000                                                                                |
| 2020 | Gelosi Famoso                                 | IT10 Gold · (4 Wo.)IT | — | — | — | Verkäufe: + 35.000                                                                                 |
| 2020 | Salam Alaikum Famoso                          | IT11 Gold · (4 Wo.)IT | — | — | — | feat. 7ari & Steve Aoki; Verkäufe: + 35.000                                                        |
| 2020 | Gangang Famoso                                | IT12 Gold · (4 Wo.)IT | — | — | — | feat. Lil Mosey; Verkäufe: + 35.000                                                                |
| 2020 | 6 AM Famoso                                   | IT13 Gold · (3 Wo.)IT | — | — | — | Verkäufe: + 35.000                                                                                 |
| 2020 | Famoso Famoso (Riedizione)                    | IT5 Gold · (5 Wo.)IT | — | — | — | Verkäufe: + 35.000                                                                                 |
| 2022 | Easy Italiano                                 | IT5 Gold · (5 Wo.)IT | — | — | — | Erstveröffentlichung: 5. Mai 2022 Verkäufe: + 50.000; mit Rvssian feat. Fivio Foreign              |
| 2022 | X6 Italiano                                   | IT17 (2 Wo.)IT | — | — | — | Erstveröffentlichung: 5. Mai 2022 mit Rvssian feat. Bia                                            |
| 2022 | Sola Italiano                                 | IT20 Gold · (2 Wo.)IT | — | — | — | Erstveröffentlichung: 5. Mai 2022 Verkäufe: + 50.000; mit Rvssian feat. Myke Towers                |
| 2023 | 15 Piani X2VR                                 | IT1 ×2Doppelplatin · (28 Wo.)IT | — | — | CH41 (2 Wo.)CH | Charteinstieg: 17. November 2023 Verkäufe: + 200.000; feat. Marracash                              |
| 2023 | VDLC X2VR                                     | IT2 ×2Doppelplatin · (16 Wo.)IT | — | — | CH37 (1 Wo.)CH | Charteinstieg: 17. November 2023 Verkäufe: + 200.000                                               |
| 2023 | G63 X2VR                                      | IT3 Platin · (12 Wo.)IT | — | — | CH49 (1 Wo.)CH | Charteinstieg: 17. November 2023 Verkäufe: + 100.000; feat. Lazza & Shiva                          |
| 2023 | Anche Stasera X2VR                            | IT4 ×3Dreifachplatin · (… Wo.)IT | — | — | — | Charteinstieg: 17. November 2023 Verkäufe: + 300.000; feat. Elodie                                 |
| 2023 | Calcolatrici X2VR                             | IT4 ×2Doppelplatin · (36 Wo.)IT | — | — | — | Charteinstieg: 17. November 2023 Verkäufe: + 200.000; feat. Baby Gang, Geolier & Simba La Rue      |
| 2023 | Ciao Bella X2VR                               | IT6 Platin · (11 Wo.)IT | — | — | — | Charteinstieg: 17. November 2023 Verkäufe: + 100.000; feat. Anna                                   |
| 2023 | Momenti No X2VR                               | IT7 Platin · (8 Wo.)IT | — | — | — | Charteinstieg: 17. November 2023 Verkäufe: + 100.000; feat. Tedua                                  |
| 2023 | 3uphon X2VR                                   | IT8 Platin · (9 Wo.)IT | — | — | — | Charteinstieg: 17. November 2023 Verkäufe: + 100.000; feat. Thasup & Tony Effe                     |
| 2023 | Fragile X2VR                                  | IT9 Gold · (4 Wo.)IT | — | — | — | Charteinstieg: 17. November 2023 Verkäufe: + 50.000                                                |
| 2023 | Complicato X2VR                               | IT10 Gold · (4 Wo.)IT | — | — | — | Charteinstieg: 17. November 2023 Verkäufe: + 50.000; feat. Paky                                    |
| 2023 | Milano Bene X2VR                              | IT11 Gold · (4 Wo.)IT | — | — | — | Charteinstieg: 17. November 2023 Verkäufe: + 50.000                                                |
| 2023 | Gol X2VR                                      | IT12 Platin · (9 Wo.)IT | — | — | — | Charteinstieg: 17. November 2023 Verkäufe: + 100.000; feat. Guè                                    |
| 2025 | Neon Santana Money Gang                       | IT1 Platin · (… Wo.)IT | — | — | CH74 (1 Wo.)CH | Verkäufe: + 200.000; mit Shiva                                                                     |
| 2025 | Non metterci becco Santana Money Gang         | IT2 Gold · (15 Wo.)IT | — | — | CH73 (1 Wo.)CH | Verkäufe: + 100.000; mit Shiva                                                                     |
| 2025 | Sei persa Santana Money Gang                  | IT3 (8 Wo.)IT | — | — | — | mit Shiva                                                                                          |
| 2025 | Over (Demo) Santana Money Gang                | IT4 (5 Wo.)IT | — | — | — | mit Shiva                                                                                          |
| 2025 | D&G Santana Money Gang                        | IT5 (5 Wo.)IT | — | — | — | mit Shiva                                                                                          |
| 2025 | SNTMNG Santana Money Gang                     | IT6 (6 Wo.)IT | — | — | — | mit Shiva                                                                                          |
| 2025 | Molecole Sprite Santana Money Gang            | IT7 (7 Wo.)IT | — | — | — | mit Shiva                                                                                          |
| 2025 | Maybach Santana Money Gang                    | IT8 (5 Wo.)IT | — | — | — | mit Shiva                                                                                          |
| 2025 | Come se non fossi nei guai Santana Money Gang | IT10 (5 Wo.)IT | — | — | — | mit Shiva                                                                                          |
| 2025 | MNGSNT Santana Money Gang                     | IT11 (3 Wo.)IT | — | — | — | mit Shiva                                                                                          |
| 2025 | VVS Cartier Santana Money Gang                | IT11 (… Wo.)IT | — | — | — | mit Shiva                                                                                          |
| 2025 | Paranoia Santana Money Gang                   | IT13 (4 Wo.)IT | — | — | — | mit Shiva                                                                                          |

### Gastbeiträge
| Jahr | Titel Album                                       | Höchstplatzierung, Gesamtwochen, AuszeichnungChartplatzierungen (Jahr, Titel, Album, Platzierungen, Wochen, Auszeichnungen, Anmerkungen) | Höchstplatzierung, Gesamtwochen, AuszeichnungChartplatzierungen (Jahr, Titel, Album, Platzierungen, Wochen, Auszeichnungen, Anmerkungen) | Höchstplatzierung, Gesamtwochen, AuszeichnungChartplatzierungen (Jahr, Titel, Album, Platzierungen, Wochen, Auszeichnungen, Anmerkungen) | Höchstplatzierung, Gesamtwochen, AuszeichnungChartplatzierungen (Jahr, Titel, Album, Platzierungen, Wochen, Auszeichnungen, Anmerkungen) | Anmerkungen |
| Jahr | Titel Album                                       | IT | DE | AT | CH | Anmerkungen |
| --- | ------------------------------------------------- | --- | --- | --- | --- | --- |
| 2017 | Bimbi –                                           | IT3 ×2Doppelplatin · (25 Wo.)IT | — | — | — | Erstveröffentlichung: 24. März 2017 Verkäufe: + 100.000; Charlie Charles feat. Izi, Rkomi, Sfera Ebbasta, Tedua & Ghali        |
| 2017 | Lamborghini Gentleman                             | IT1 ×4Vierfachplatin · (31 Wo.)IT | — | — | — | Erstveröffentlichung: 22. September 2017 Verkäufe: + 200.000; Guè Pequeno feat. Sfera Ebbasta                                  |
| 2017 | Ballin in Fendi Dexter Reggie                     | IT55 (1 Wo.)IT | — | — | — | Erstveröffentlichung: 20. Oktober 2017 Reggie Mills feat. Famous Dex & Sfera Ebbasta                                           |
| 2018 | Mwaka Moon                                        | IT34 Platin · (15 Wo.)IT | — | — | — | Erstveröffentlichung: 18. Mai 2018 Verkäufe: + 50.000; Kalash feat. Sfera Ebbasta                                              |
| 2018 | Cabriolet Playlist                                | IT1 ×2Doppelplatin · (35 Wo.)IT | — | — | — | Erstveröffentlichung: 15. März 2019 Verkäufe: + 100.000; Salmo feat. Sfera Ebbasta                                             |
| 2019 | Stamm Fort Potere                                 | IT1 ×2Doppelplatin · (32 Wo.)IT | — | — | — | Erstveröffentlichung: 18. Januar 2019 Verkäufe: + 100.000; Luchè feat. Sfera Ebbasta                                           |
| 2019 | Calipso –                                         | IT1 ×4Vierfachplatin · (32 Wo.)IT | — | — | — | Erstveröffentlichung: 26. April 2019 Verkäufe: + 200.000; Charlie Charles & Dardust feat. Sfera Ebbasta, Mahmood & Fabri Fibra |
| 2020 | Dorado Ghettolimpo                                | IT10 ×2Doppelplatin · (23 Wo.)IT | — | — | — | Erstveröffentlichung: 9. Juli 2020 Verkäufe: + 140.000; Mahmood feat. Sfera Ebbasta & Feid                                     |
| 2020 | Hoodboy (Remix) –                                 | IT44 Gold · (5 Wo.)IT | — | — | — | Erstveröffentlichung: 6. August 2020 Verkäufe: + 35.000; Coyote Jo Bastard feat. Sfera Ebbasta                                 |
| 2021 | Mambo –                                           | IT91 (1 Wo.)IT | — | — | — | Erstveröffentlichung: 1. Februar 2021 Steve Aoki & Willy William feat. Sean Paul, El Alfa & Sfera Ebbasta                      |
| 2021 | Di notte Gemelli (ascendente Milano)              | IT17 Platin · (16 Wo.)IT | — | — | — | Erstveröffentlichung: 21. Mai 2021 Verkäufe: + 70.000; Ernia feat. Sfera Ebbasta & Carl Brave                                  |
| 2021 | Tu mi hai capito Madame (Digital Re-Issue)        | IT2 ×4Vierfachplatin · (32 Wo.)IT | — | — | — | Erstveröffentlichung: 3. September 2021 Verkäufe: + 400.000; Madame feat. Sfera Ebbasta                                        |
| 2022 | Solite pare X2                                    | IT1 ×2Doppelplatin · (24 Wo.)IT | — | — | — | Erstveröffentlichung: 7. Januar 2022 Verkäufe: + 200.000; Sick Luke feat. Tha Supreme & Sfera Ebbasta                          |
| 2022 | S!r! C@ra++ere s?ec!@le                           | IT1 ×5Fünffachplatin · (44 Wo.)IT | — | — | CH92 (1 Wo.)CH | Erstveröffentlichung: 15. Juli 2022 Verkäufe: + 500.000; Tha Supreme feat. Lazza & Sfera Ebbasta                               |
| 2022 | Téléphone –                                       | IT50 Gold · (2 Wo.)IT | — | — | — | Erstveröffentlichung: 27. Juli 2022 Verkäufe: + 50.000; Booba feat. Sfera Ebbasta                                              |
| 2022 | Alleluia Milano Demons                            | IT1 ×2Doppelplatin · (25 Wo.)IT | — | — | — | Erstveröffentlichung: 25. November 2022 Verkäufe: + 200.000; Shiva feat. Sfera Ebbasta                                         |
| 2023 | Gelosa –                                          | IT4 ×5Fünffachplatin · (48 Wo.)IT | — | — | — | Erstveröffentlichung: 24. Februar 2023 Verkäufe: + 500.000; Finesse feat. Shiva, Sfera Ebbasta & Guè                           |
| 2023 | Mirage –                                          | IT9 ×2Doppelplatin · (27 Wo.)IT | — | — | CH36 (14 Wo.)CH | Erstveröffentlichung: 14. April 2023 Verkäufe: + 300.000; AriBeatz feat. Ozuna, Gims & Sfera Ebbasta                           |
| 2023 | Bon ton 10                                        | IT1 ×5Fünffachplatin · (59 Wo.)IT | — | — | CH87 (1 Wo.)CH | Erstveröffentlichung: 23. Juni 2023 Verkäufe: + 500.000; Drillionaire, Lazza & Blanco feat. Sfera Ebbasta & Michelangelo       |
| 2025 | Yakuza Mi ami mi odi                              | IT4 (… Wo.)IT | — | — | — | Erstveröffentlichung: 26. Juni 2025 Elodie feat. Sfera Ebbasta & Rvssian                                                       |
| Folgende Lieder erschienen nicht als Single, wurden aber durch das Album zum Download und Streaming bereitgestellt und konnten somit eine Platzierung erlangen: |                                                   | | | | | |
| |                                                   | | | | | |
| 2018 | Tesla 20                                          | IT1 ×4Vierfachplatin · (102 Wo.)IT | — | — | — | Verkäufe: + 200.000; Capo Plaza feat. Sfera Ebbasta & DrefGold                                                                 |
| 2018 | Wave Kanaglia                                     | IT25 (3 Wo.)IT | — | — | — | DrefGold & Daves the Kid feat. Sfera Ebbasta                                                                                   |
| 2018 | Borsello Sinatra                                  | IT1 Platin · (11 Wo.)IT | — | — | — | Verkäufe: + 50.000; Guè Pequeno feat. Sfera Ebbasta & DrefGold                                                                 |
| 2018 | Cabriolet Playlist                                | IT1 ×2Doppelplatin · (35 Wo.)IT | — | — | — | Verkäufe: + 100.000; Salmo feat. Sfera Ebbasta                                                                                 |
| 2019 | Mon cheri Dove gli occhi non arrivano (Rkomi)     | IT6 Platin · (13 Wo.)IT | — | — | — | Verkäufe: + 50.000; Rkomi feat. Sfera Ebbasta                                                                                  |
| 2019 | 48h Aletheia                                      | IT2 Platin · (18 Wo.)IT | — | — | — | Verkäufe: + 50.000; Izi feat. Sfera Ebbasta                                                                                    |
| 2019 | Corazón morado Twerking Queen                     | IT11 Platin · (13 Wo.)IT | — | — | — | Verkäufe: + 50.000; Elettra Lamborghini feat. Sfera Ebbasta                                                                    |
| 2020 | Elegante Elo                                      | IT2 ×2Doppelplatin · (20 Wo.)IT | — | — | — | Verkäufe: + 200.000; DrefGold feat. Sfera Ebbasta                                                                              |
| 2020 | Soldi sulla carta Padre figlio e spirito          | IT15 (3 Wo.)IT | — | — | — | FSK Satellite feat. Sfera Ebbasta, Greg Willen & Charlie Charles                                                               |
| 2021 | Demonio Plaza                                     | IT3 Platin · (5 Wo.)IT | — | — | — | Verkäufe: + 100.000; Capo Plaza feat. Sfera Ebbasta                                                                            |
| 2021 | Nuovo range Taxi Driver                           | IT1 ×6Sechsfachplatin · (78 Wo.)IT | — | — | — | Verkäufe: + 600.000; Rkomi feat. Sfera Ebbasta & Junior K                                                                      |
| 2021 | Mi piace Untouchable                              | IT10 Platin · (7 Wo.)IT | — | — | — | Verkäufe: + 100.000; Tony Effe feat. Sfera Ebbasta                                                                             |
| 2022 | Cry Later Virus                                   | IT5 Gold · (3 Wo.)IT | — | — | — | Charteinstieg: 20. Januar 2022 Verkäufe: + 50.000; Noyz Narcos feat. Sfera Ebbasta & Luchè                                     |
| 2022 | Una lacrima Il giorno in cui ho smesso di pensare | IT24 Platin · (12 Wo.)IT | — | — | — | Charteinstieg: 4. März 2022 Verkäufe: + 100.000; Irama feat. Sfera Ebbasta                                                     |
| 2022 | Piove Sirio                                       | IT1 ×4Vierfachplatin · (57 Wo.)IT | — | — | — | Charteinstieg: 15. April 2022 Verkäufe: + 400.000; Lazza feat. Sfera Ebbasta                                                   |
| 2022 | Pornstar Eclissi                                  | IT18 Gold · (2 Wo.)IT | — | — | — | Charteinstieg: 20. Mai 2022 Verkäufe: + 50.000; Gemitaiz feat. Sfera Ebbasta                                                   |
| 2023 | X Caso Il coraggio dei bambini                    | IT1 ×4Vierfachplatin · (52 Wo.)IT | — | — | — | Charteinstieg: 13. Januar 2023 Verkäufe: + 400.000; Geolier feat. Sfera Ebbasta                                                |
| 2023 | Cookies n’ Cream Madreperla                       | IT1 ×4Vierfachplatin · (40 Wo.)IT | — | — | CH81 (1 Wo.)CH | Verkäufe: + 400.000; Guè feat. Anna & Sfera Ebbasta                                                                            |
| 2023 | On Fire (Paid in Full) Effetto notte              | IT1 Platin · (13 Wo.)IT | — | — | — | Verkäufe: + 100.000; Emis Killa feat. Sfera Ebbasta                                                                            |
| 2023 | Hoe La Divina Commedia                            | IT1 ×4Vierfachplatin · (40 Wo.)IT | — | — | — | Verkäufe: + 400.000; Tedua feat. Sfera Ebbasta                                                                                 |
| 2023 | Un milione di volte Santana Season                | IT3 ×2Doppelplatin · (25 Wo.)IT | — | — | — | Verkäufe: + 200.000; Shiva feat. Sfera Ebbasta                                                                                 |
| 2023 | 90 Special 10                                     | IT7 Platin · (13 Wo.)IT | — | — | — | Verkäufe: + 100.000; Drillionaire feat. Sfera Ebbasta & Shiva                                                                  |
| 2023 | 10                                                | IT23 Gold · (3 Wo.)IT | — | — | — | Verkäufe: + 50.000; Drillionaire feat. Sfera Ebbasta & Lazza                                                                   |
| 2023 | Milano Really Her                                 | IT4 Platin · (18 Wo.)IT | — | — | — | Verkäufe: + 100.000; Bia feat. Sfera Ebbasta & Fivio Foreign                                                                   |
| 2024 | Bâtiment Tunnel                                   | IT4 Gold · (4 Wo.)IT | — | — | — | Verkäufe: + 50.000; Simba La Rue & FT Kings feat. Sfera Ebbasta                                                                |
| 2024 | Milly Club Dogo                                   | IT2 Platin · (6 Wo.)IT | — | — | — | Verkäufe: + 100.000; Club Dogo feat. Sfera Ebbasta                                                                             |
| 2024 | Ex angelo I Nomi del Diavolo                      | IT12 Platin · (23 Wo.)IT | — | — | — | Verkäufe: + 100.000; Kid Yugi feat. Sfera Ebbasta & Shablo                                                                     |
| 2024 | Pillole Icon                                      | IT7 Platin · (12 Wo.)IT | — | — | — | Verkäufe: + 100.000; Tony Effe feat. Sfera Ebbasta & Geolier                                                                   |
| 2024 | Amore mio Popolari                                | IT27 (4 Wo.)IT | — | — | — | Rhove feat. Sfera Ebbasta & Jul                                                                                                |
| 2024 | Madame L’angelo del male                          | IT11 Gold · (6 Wo.)IT | — | — | — | Verkäufe: + 50.000; Baby Gang feat. Higashi & Sfera Ebbasta                                                                    |
| 2024 | Io t’o giur’ Dio lo sa                            | IT6 Platin · (23 Wo.)IT | — | — | — | Verkäufe: + 100.000; Geolier feat. Sfera Ebbasta                                                                               |
| 2024 | Chica italiana Vera Baddie                        | IT17 Gold · (5 Wo.)IT | — | — | — | Verkäufe: + 50.000; Anna feat. Sfera Ebbasta                                                                                   |
| 2024 | Fentanyl Locura                                   | IT1 Gold · (12 Wo.)IT | — | — | — | Verkäufe: + 50.000; Lazza feat. Sfera Ebbasta                                                                                  |
| 2024 | Wag1 Esci dal tunnel                              | IT23 (4 Wo.)IT | — | — | — | Simba La Rue feat. Tedua & Sfera Ebbasta                                                                                       |
| 2025 | Miami Vice Il mio lato peggiore                   | IT8 (… Wo.)IT | — | — | — | Luchè feat. Sfera Ebbasta & Simba La Rue                                                                                       |

## Auszeichnungen für Musikverkäufe
| Goldene Schallplatte - Frankreich - 2017: für die Single Cartine Cartier - 2023: für die Single Mirage - Italien - 2018: für das Lied XDVRMX - 2018: für das Lied Panette - 2019: für das Lied Brutti sogni - Spanien - 2024: für die Single Hace calor (Remix) | Platin-Schallplatte - Italien - 2019: für das Lied Ciny - 2024: für das Lied Mercedes Nero - 2024: für das Lied Cavallini - 2024: für das Lied Fiori del male 2× Platin-Schallplatte - Italien - 2023: für das Lied Lingerie |

Anmerkung: Auszeichnungen in Ländern aus den Charttabellen bzw. Chartboxen sind in ebendiesen zu finden.
| Land/RegionAuszeichnungen für Musikverkäufe (Land/Region, Auszeichnungen, Verkäufe, Quellen) | Gold       | Platin         | Verkäufe   | Quellen             |
| -------------------------------------------------------------------------------------------- | ---------- | -------------- | ---------- | ------------------- |
| Frankreich (SNEP)                                                                            | 2× Gold2   | —              | 175.000    | snepmusique.com     |
| Italien (FIMI)                                                                               | 32× Gold32 | 236× Platin236 | 19.990.000 | fimi.it             |
| Spanien (Promusicae)                                                                         | Gold1      | —              | 30.000     | elportaldemusica.es |
| Insgesamt                                                                                    | 35× Gold35 | 236× Platin236 |            |                     |

## Belege
1. ↑  Sfera Ebbasta, il king della trap alla conquista dell’Europa. In: Tgcom24. Mediaset, 20. Juli 2018, abgerufen am 10. Dezember 2018 (italienisch).
2. ↑  Alice Castagneri: Sfera Ebbasta, quel bravo ragazzo di periferia al numero uno in classifica. In: LaStampa.it. Italiana Editrice, 27. September 2016, abgerufen am 3. November 2016 (italienisch).
3. ↑  Giulia Ciavarelli: Dalla periferia al vertice delle classifiche: chi è Sfera Ebbasta. In: Sorrisi.com. Arnoldo Mondadori Editore, 20. September 2016, abgerufen am 3. November 2016 (italienisch).
4. ↑  Italien: Sechs Tote bei Massenpanik in Diskothek von jpz/dpa/AFP/Reuters/AP auf www.spiegel.de, 8. Dezember 2018 (Der Spiegel)
5. 1 2  Chartquellen (Alben):
  - Alben von Sfera Ebbasta. In: Italiancharts.com. Hung Medien, abgerufen am 10. Dezember 2018 (italienisch).
  - Discographie von Sfera Ebbasta. In: Offiziellecharts.de. GfK Entertainment, abgerufen am 7. Februar 2020.
  - Discographie von Sfera Ebbasta. In: Austriancharts.at. Hung Medien, abgerufen am 12. Februar 2020.
  - Alben von Sfera Ebbasta. In: Hitparade.ch. Hung Medien, abgerufen am 10. Dezember 2018.
6. ↑  Archivio classifiche Top Singoli. FIMI, abgerufen am 9. Dezember 2024 (italienisch).
7. ↑  Archivio classifiche Top Singoli. FIMI, abgerufen am 9. Dezember 2024 (italienisch).

| Personendaten    | Personendaten                                 |
| ---------------- | --------------------------------------------- |
| NAME             | Sfera Ebbasta                                 |
| ALTERNATIVNAMEN  | Boschetti, Gionata (Geburtsname)              |
| KURZBESCHREIBUNG | italienischer Rapper                          |
| GEBURTSDATUM     | 7. Dezember 1992                              |
| GEBURTSORT       | Sesto San Giovanni, Metropolitanstadt Mailand |